# Fenomenologia de la religió
La fenomenologia de la religió és la descripció d'allò religiós. Aquesta disciplina es proposa d'estudiar la consciència del creient, la seva concepció del món, i eventualment, la seva percepció dels fets religiosos. El terme prové de dues paraules, fainomai (mostrar-se, tornar-se visible) i logos (doctrina, estudi). Apareix per primer cop en l'obra de Kant, Els Principis Metafísics de la Natura, l'any 1786. Hegel va ser qui li va dotar d'una tonalitat més vasta i visible. Durant el segle xx Edmund Husserl, disciple de Franz Brentano, fa néixer realment la fenomenologia com a doctrina filosòfica pròpiament dita. L'alemany Chantepie de la Saussaye (1848–1920) ha estat també un dels primers a teoritzar sobre la fenomenologia de la religió. Tanmateix, la visió que dona de la religió és racista vist que parteix del principi que existeixen "6 races a l'Àfrica" que practiquen "religions de la raça inferior". Una visió que s'ha de contextualitzar amb l'època en què va néixer.